# Hanniball Kimball

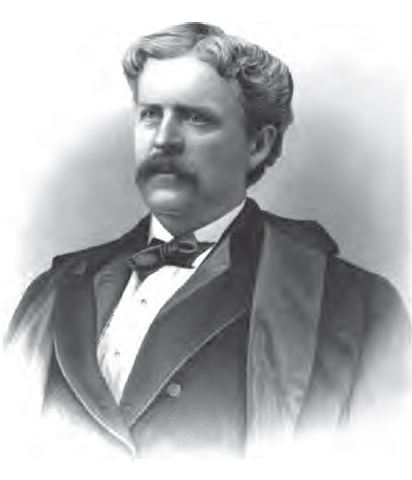
Boceto de Hannibal I. Kimball, un ciudadano históricamente prominente de Atlanta, Georgia y antiguo propietario de la Casa Kimball

Hannibal Ingalls Kimball (16 de mayo de 1832 - 28 de abril de 1895) fue un empresario estadounidense e importante hombre de negocios en la Atlanta posterior a la Guerra Civil, Georgia.

## Primeros años
Nacido en Condado de Oxford, Maine, en la familia de Metodista ruederos. Fue el quinto hijo de 10 hijos de su padre, Peter Kimball, un carretero de gran prestigio, y su madre, Betsey Emerson.

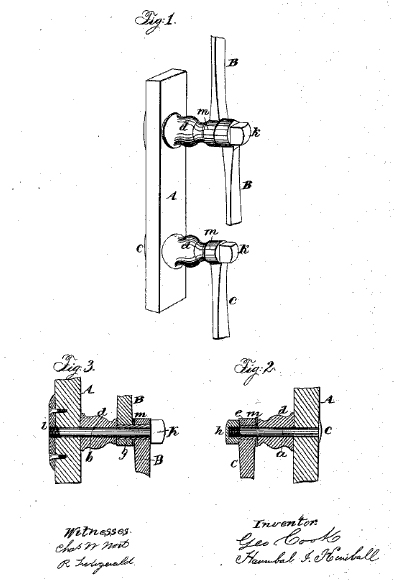
Figura 1 de la patente estadounidense #26564 por los estados George Cook y Hannibal I. Kimball para un soporte superior de carruaje

Kimball se convirtió en socio de la empresa después de la adquisición. La empresa de transporte floreció y en 1860 tenía más de 300 empleados. Muchos de sus clientes estaban en el Sur, y después del inicio de la guerra civil estadounidense muchas deudas quedaron sin pagar y el negocio fracasó.
Kimball y George Cook también inventaron un puntal superior para carruajes. La patente se emitió el 27 de diciembre de 1859.
En 1858, Kimball se casó con Mary Cook, la hija mayor de su socio comercial, George Cook. Kimball luego se mudó a Central City, Colorado, como agente de una empresa minera, y recuperó su fortuna. Mientras estaba en Colorado, conoció a George Pullman, quien lo contrató en 1866 para establecer las líneas de autos cama de la Pullman Company en el sur. Inicialmente tendrá su sede en Nashville, Tennessee, se decidió por Atlanta y trasladó allí a su familia en 1867.
Kimball fue el padre del impresor estadounidense Ingalls Kimball, nacido el 2 de abril de 1874, con el mismo nombre completo, Hannibal Ingalls Kimball.

## Capital de Georgia
Una de sus primeras tareas en Atlanta fue ayudar a convencer a la convención constitucional de Georgia de trasladar la capital del estado de Milledgeville a Atlanta. En 1868, poco después del congreso Acordó trasladar la capital, Kimball compró una ópera abandonada y construyó el primer edificio del capitolio. El edificio se completó en sólo cuatro meses, después de lo cual fue arrendado a la ciudad, que acordó proporcionárselo sin costo al estado durante 10 años. Al año siguiente, la Legislatura de Georgia compró el edificio y la ciudad pagó 100.000 dólares por parte del coste, estableciendo firmemente a Atlanta como la capital de Georgia.
El 16 de marzo de 1869, Kimball, junto con Edward N. Kimball, John Rice, John C. Peck y Jame A. Burns, incorporó la Atlanta Canal and Water Company. La empresa se había constituido anteriormente para cortar canales del Chattahoochee River hacia y a lo largo de las calles de la ciudad para usos sanitarios y de otro tipo. Sin embargo, la empresa anterior no había completado ningún trabajo en el proyecto. La nueva Atlanta Canal and Water Company construyó el primer sistema de alcantarillado de Atlanta.

## Feria Agrícola 1870
En 1870, la ciudad contrató a Kimball para construir los terrenos y edificios para una feria agrícola que se celebraría ese año en Oglethorpe Park. El proyecto requería más de 60 acres (24,3 ha) de bosque que se talarán y se construirán edificios en el sitio. Seis meses después, Kimball completó el proyecto y lo entregó a la ciudad y a la Sociedad Agrícola Estatal. Más tarde fue contratado por la ciudad para gestionar la feria.
En 1870, Kimball se convirtió en accionista del Banco Nacional de Georgia, que quebraría unos años después.

## La primera Casa Kimball

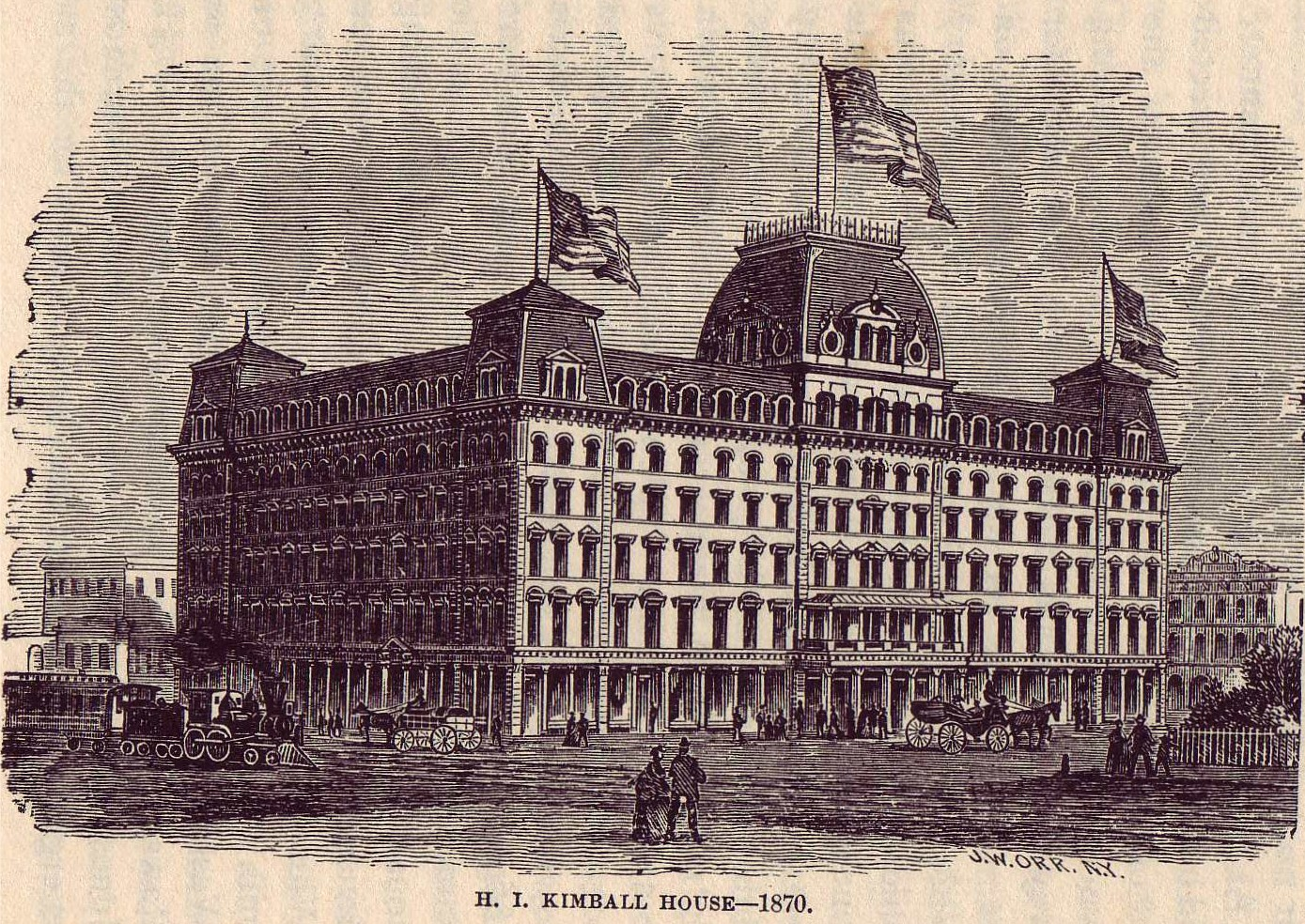
La primera Kimball House fue construida con ladrillos y pintada de amarillo con adornos marrones.

Antes de la feria, Atlanta carecía de alojamiento adecuado para los visitantes. El 29 de marzo, Kimball compró el antiguo lote del Atlanta Hotel y construyó la "H.I. Kimball House" a un costo de $675,000. Wallace Putnam Reed, un historiador de Atlanta, una vez declaró que era "igual en todos los aspectos al Hotel de la Quinta Avenida de Nueva York y muy superior a cualquier cosa en el Sur".
Cuando se completó el hotel, Kimball centró sus esfuerzos en mejorar el área circundante. El área de Atlanta delimitada por las calles Pryor, Decator, Lloyd y Alabama albergaba un cobertizo decrépito para vagones de ferrocarril. Otra área conocida como la "propiedad del heredero de Mitchell" fue reclamada por los herederos de Robert Mitchell bajo protesta del gobierno después de que los ferrocarriles abandonaron la tierra. La ciudad afirmó que tenía derecho a la tierra, ya que originalmente fue comercializada por una propiedad diferente. Kimball, viendo el detrimento de su propia propiedad por estas otras tierras, pagó a la ciudad por las tierras y construyó un nuevo depósito ferroviario.

## Ferrocarriles
Junto con el depósito, Kimball también construyó vías a lo largo de Alabama Street, lo que resultó en que el warehouse District se mudara a esa ubicación. Amplió Pryor Street y construyó Wall Street. Los capitalistas vinieron de ciudades como Nueva York y Boston para invertir en el área, lo que generó $100,000 en ganancias para Kimball.
Kimball también participó activamente en la construcción de ferrocarriles en Georgia y el sur. En un momento fue presidente de nueve compañías ferroviarias diferentes. En 1871, había construido unos 300 millas (482,8 km) de vías. Kimball perdió la mayoría de sus intereses ferroviarios poco después del Gran Incendio de Chicago en 1871.

## Exposición Internacional del Algodón de 1881
Kimball hizo poco en los años posteriores al fracaso de su negocio ferroviario. Finalmente regresó a la escena empresarial y fundó la Atlanta Cotton Factory. En 1880, se publicó una carta de Edward Adkinson de Boston en el New York Herald sugiriendo que se llevará a cabo una exposición del algodón en el sur. Kimball aprovechó la idea e invitó a Adkinson a venir a Atlanta y ayudarlo a conseguir apoyo. La legislatura estatal pronto estuvo de acuerdo. a la idea y nombró a Kimball director general de la Exposición Internacional del Algodón de 1881.

## La nueva casa Kimball

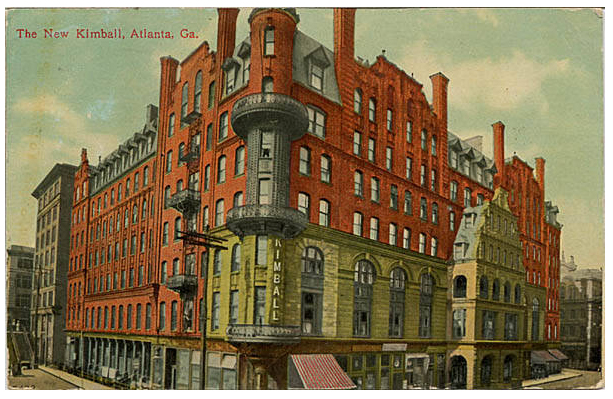
Postal de la Nueva Casa Kimball, c. 1912

Kimball estaba en Chicago, Illinois, el 12 de agosto de 1883, cuando llegó una carta notificándole que la Kimball House se había quemado hasta los cimientos. Los bomberos pudieron contener el incendio, no hubo otros edificios y no hubo muertes. El 12 de noviembre, comenzó a construir un nuevo hotel que iba a ser más grande y mejor que el anterior. El nuevo H.I. La Casa Kimball se completó el 30 de abril de 1885.
Pronto, en la ceremonia de inauguración del nuevo edificio de la cámara de comercio, el amigo de Kimball Henry W. Grady propuso realizar una gran exposición comercial en la ciudad dentro de dos meses. Kimball fue nombrado presidente de la exposición y viajó por todo el país, obteniendo apoyo para el esfuerzo. La exposición comenzó con más de 500 delegados de 33 estados que se reunieron en la DeGive's Opera House el 19 de abril de 1885.

## Parque Peters
En 1884, Kimball obtuvo fondos para comprar 200 acres (0,8 km²) de terreno frente a West Peachtree Street y que corría hacia el oeste a lo largo de North Avenue para construir carreteras y viviendas. Se fundó una empresa, organizada para administrar la propiedad con Richard Peters como presidente y Kimball como gerente general. Peters Park, lo que se habría convertido en el primer suburbio jardín de Atlanta, no se vendió, y el terreno sería donado y vendido en 1887 para ser el sitio del Instituto de Tecnología de Georgia, entonces conocido como la Escuela de Tecnología de Georgia. 

## Muerte
Hannibal Kimball murió en Brookline, Massachusetts, el 28 de abril de 1895.